# جان-لوك دي ماير
جان-لوك دي ماير هو مغني وكاتب أغاني بلجيكي، ولد في نوفمبر 1957 في إقليم بروكسل العاصمة في بلجيكا.

## وصلات خارجية
- جان-لوك دي ماير على موقع ميوزك برينز (الإنجليزية)
- جان-لوك دي ماير على موقع أول ميوزيك (الإنجليزية)
- جان-لوك دي ماير على موقع ديسكوغز (الإنجليزية)